# Caroline Kléens skola
Caroline Kléens skola var en svensk flickskola verksam i Malmö från 1850 till 1870. Det var den första betydande skolan öppen för flickor i Malmös historia. Den grundades av Caroline Kléen år 1850, och stängdes 1870. Fram till öppnandet av Fru Elise Mayers högre läroverk för flickor 1857 var det den enda flickskolan i staden. Det var den första flickskolan i staden eftersom det inte räknas som en mamsellskola utan gav seriös undervisning: i språk av infödda lärarinnor, i andra ämnen av utbildade lärare från stadens gossläroverk.